# Canton de Croix
Le canton de Croix est une circonscription électorale française du département du Nord créée par le décret du 17 février 2014. Il tient lieu de circonscription d'élection des conseillers départementaux et entre en vigueur lors des élections départementales de 2015.

## Histoire
Un nouveau découpage territorial du Nord (département) entre en vigueur à l'occasion des premières élections départementales suivant le décret du 17 février 2014. Les conseillers départementaux sont, à compter de ces élections, élus au scrutin majoritaire binominal mixte. Les électeurs de chaque canton élisent au Conseil départemental, nouvelle appellation du Conseil général, deux membres de sexe différent, qui se présentent en binôme de candidats. Les conseillers départementaux sont élus pour 6 ans au scrutin binominal majoritaire à deux tours, l'accès au second tour nécessitant 12,5 % des inscrits au 1er tour. En outre la totalité des conseillers départementaux est renouvelée. Ce nouveau mode de scrutin nécessite un redécoupage des cantons dont le nombre est divisé par deux avec arrondi à l'unité impaire supérieure si ce nombre n'est pas entier impair, assorti de conditions de seuils minimaux. Dans le Nord, le nombre de cantons passe ainsi de 79 à 41.
Le canton de Croix est formé de communes des anciens cantons de Roubaix-Ouest (2 communes) et de Lannoy (3 communes). Il est entièrement inclus dans l'arrondissement de Lille. Le bureau centralisateur est situé à Croix.

## Représentation
| Période élective | Période élective | Mandat | Mandat   | Identité        | Nuance | Nuance | Qualité                                                                            |
| ---------------- | ---------------- | ------ | -------- | --------------- | ------ | ------ | ---------------------------------------------------------------------------------- |
| 2015             | 2021             | 2015   | 2021     | Régis Cauche    |        | LR     | Retraité Maire de Croix                                                            |
| 2015             | 2021             | 2015   | 2021     | Barbara Coëvoët |        | UDI    | Assistante sociale Maire-adjointe de Wasquehal                                     |
| 2021             | 2028             | 2021   | en cours | Régis Cauche    |        | LR     | Conseiller sortant                                                                 |
| 2021             | 2028             | 2021   | en cours | Barbara Coëvoët |        | UDI    | Conseillère sortante, Vice-Présidente du conseil départemental (santé, prévention) |

### Résultats détaillés

#### Élections de mars 2015
À l'issue du 1er tour des élections départementales de 2015, deux binômes sont en ballottage : Régis Cauche et Barbara Coevoet (Union de la Droite, 41,28 %) et Marie-Christine Bocquet et Alexis Salmon (FN, 28,26 %). Le taux de participation est de 44,59 % (23 723 votants sur 53 200 inscrits) contre 46,81 % au niveau départemental et 50,17 % au niveau national.
Au second tour, Régis Cauche et Barbara Coevoet (Union de la Droite) sont élus avec 68,58 % des suffrages exprimés et un taux de participation de 43,66 % (14 505 voix pour 23 226 votants et 53 202 inscrits).

#### Élections de juin 2021
Le premier tour des élections départementales de 2021 est marqué par un très faible taux de participation (33,26 % au niveau national). Dans le canton de Croix, ce taux de participation est de 29,19 % (15 398 votants sur 52 745 inscrits) contre 30,39 % au niveau départemental. À l'issue de ce premier tour, deux binômes sont en ballottage : Régis Cauche et Barbara Coevoet (Union à droite, 53,25 %) et Bernard de Veylder et Stéphanie Jacquemot (Union à gauche avec des écologistes, 28,17 %).
Le second tour des élections est marqué une nouvelle fois par une abstention massive équivalente au premier tour. Les taux de participation sont de 34,36 % au niveau national, 31,01 % dans le département et 29,99 % dans le canton de Croix. Régis Cauche et Barbara Coevoet (Union à droite) sont élus avec 65,92 % des suffrages exprimés (9 753 voix pour 15 823 votants et 52 766 inscrits),,.

## Composition
Le canton de Croix comprend cinq communes entières.
| Nom                           | Code Insee | Intercommunalité              | Superficie (km2) | Population (dernière pop. légale) | Densité (hab./km2) | Modifier                                    |
| ----------------------------- | ---------- | ----------------------------- | ---------------- | --------------------------------- | ------------------ | ------------------------------------------- |
| Croix (bureau centralisateur) | 59163      | Métropole européenne de Lille | 4,44             | 20 956 (2022)                     | 4 720              | modifier les données · modifier les données |
| Hem                           | 59299      | Métropole européenne de Lille | 9,65             | 18 579 (2022)                     | 1 925              | modifier les données · modifier les données |
| Lannoy                        | 59332      | Métropole européenne de Lille | 0,18             | 1 791 (2022)                      | 9 950              | modifier les données · modifier les données |
| Lys-lez-Lannoy                | 59367      | Métropole européenne de Lille | 3,26             | 13 987 (2022)                     | 4 290              | modifier les données · modifier les données |
| Wasquehal                     | 59646      | Métropole européenne de Lille | 6,86             | 20 674 (2022)                     | 3 014              | modifier les données · modifier les données |
| Canton de Croix               | 5913       |                               | 24,39            | 75 987 (2022)                     | 3 115              | modifier les données                        |

## Démographie
En 2022, le canton comptait 75 987 habitants, en évolution de −0,02 % par rapport à 2016 (Nord : +0,51 %, France hors Mayotte : +2,11 %).
| 2013   | 2018   | 2022   |
| ------ | ------ | ------ |
| 76 042 | 75 460 | 75 987 |